# OPPO N1
OPPO N1是一款由OPPO公司研製的搭载安卓系统的智能手機。OPPO N1于2013年9月23日首次亮相。并于同年12月10日上市。
OPPO N1于2014年8月在印度市场上市。

## 手机規格
OPPO N1搭载高通Snapdragon 600，2GB RAM和5.9英寸的1080p IPS屏幕。

## 外部連結
- OPPO官网（页面存档备份，存于）